# Condado de Carroll (Virginia)
El condado de Carroll (en inglés: Carroll County) es un condado en el estado estadounidense de Virginia. En el censo de 2000 el condado tenía una población de 29.245 habitantes. La sede de condado es Hillsville. El condado fue formado en 1842 a partir de una porción del condado de Grayson. Fue nombrado en honor a Charles Carroll de Carrollton, uno de los firmantes de la Declaración de Independencia de los Estados Unidos.

## Geografía
Según la Oficina del Censo, el condado tiene un área total de 1.237 km² (478 sq mi), de la cual 1.234 km² (476 sq mi) es tierra y 3 km² (1 sq mi) (0,27%) es agua.

### Condados adyacentes
- Condado de Pulaski (norte)
- Condado de Floyd  (noreste)
- Condado de Patrick (sureste)
- Condado de Surry, Carolina del Norte (sur)
- Galax (oeste)
- Condado de Grayson (oeste)
- Condado de Wythe (noroeste)

### Áreas protegidas nacionales
- Blue Ridge Parkway
- George Washington and Jefferson National Forests
- Mount Rogers National Recreation Area

## Demografía
En el  censo de 2000, hubo 29.245 personas, 12.186 hogares y 8.786 familias residiendo en el condado. La densidad poblacional era de 61 personas por milla cuadrada (24/km²). En el 2000 había 14.680 unidades unifamiliares en una densidad de 31 por milla cuadrada (12/km²). La demografía del condado era de 97,97% blancos, 0,44% afroamericanos, 0,14% amerindios, 0,10% asiáticos, 0,82% de otras razas y 0,53% de dos o más razas. 1,64% de la población era de origen hispano o latino de cualquier raza. 
La renta promedio para un hogar del condado era de $30.597 y el ingreso promedio para una familia era de $36.755. En 2000 los hombres tenían un ingreso medio de $25.907 versus $19.697 para las mujeres. La renta per cápita para el condado era de $16.475 y el 12,50% de la población estaba bajo el umbral de pobreza nacional.

## Pueblos
- Hillsville

### Lugar designado por el censo
- Cana
- Fancy Gap
- Woodlawn